# Maria Podlewska

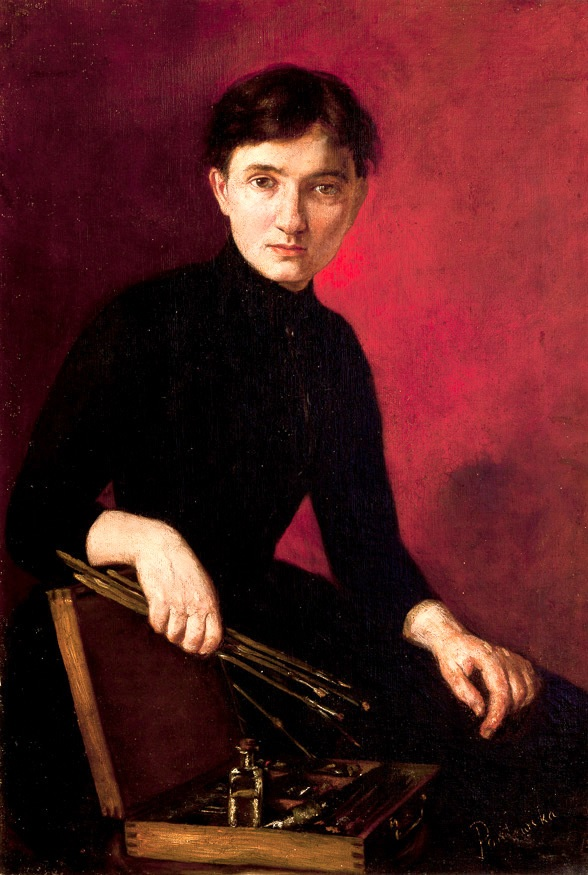
Podlewska, Maria. Autorretrato. circa 1889. Museo Nacional de Cracovia

Maria Podlewska (Płock, 9 de diciembre de 1862-Cracovia, 17 de diciembre de 1948), fue una pintora polaca.

## Biografía
Hija de Karol Podlewski, activista independentista, y Józefa Brynek. En 1868 la familia se mudó de Płock a Cracovia. Cuando tenía 9 años, Maria Podlewska se fue a Lituania a vivir con la hermana de su madre, Emilia Mierzejewska, de soltera Brynki. Pasó varios años en Vilnius. En 1874 comenzó a estudiar en los Cursos Superiores para Mujeres de Adrian Baraniecki en Cracovia, donde aprendió «dibujos a mano alzada» con Bronisław Abramowicz y Józef Siedlecki, y en 1878 «dibujos lineales» con Daniele Wierzbicki. En 1879 dejó el departamento de dibujo y continuó sus estudios en el departamento de historia y ciencias naturales. 
En 1881 volvió a estudiar dibujo con Siedlecki y luego pintura al óleo con Hipolit Lipiński, Jan Styka y Władysław Rossowski. En los años 1887 - 1889 impartió lecciones de dibujo en estos cursos; Jan Matejko la recomendó como profesora. Una de sus primeras obras fue una copia del retrato de su padre que hizo Matejko. La influencia del maestro también se hizo visible en 18 retratos de reyes polacos realizados por la artista durante sus estudios.
Entre 1889 y 1892, Podlewska dio lecciones privadas y pintó retratos por encargo, recaudando dinero para sus estudios en París. Pasó allí los años 1892-1893, estudiando en la Academia Julian. Copió pinturas de viejos maestros del Louvre, pintó paisajes e interiores de iglesias y vistas de París. Expuso en el Salón de los Campos Elíseos, recibiendo dos medallas de oro. Después de regresar al país, creó mucho y ganó fama como retratista.
En los años 1905-1906 estuvo en Munich, también visitó Berlín y Dresde, y en 1910 Londres, donde copió a viejos maestros y visitó galerías. En 1907 se mudó a Lviv, donde tenía un estudio en la calle Chorążczyzny, 14. En los años 1908-1911 enseñó dibujo en la escuela secundaria para niñas Olga Filippi-Żychowiczowa. 
Durante la Primera Guerra Mundial, participó activamente en la Sociedad de Protección Infantil. Pasó los veranos principalmente con su hermano Feliks en Volhynia, donde pintó cientos de bocetos, pinturas al óleo y dibujos a pluma que representan paisajes, tipos populares y vistas de las áreas de Nowosiółki y Kowel. 
En 1928 estuvo en Podolia con su sobrina Emilia Trębicka. En aquella época se crearon estudios del castillo Wysuczka con torre y cuevas en Krzywiec, a orillas del Dniéster. 
Durante la Segunda Guerra Mundial participó en el movimiento de resistencia. En 1946 vivió en Cracovia. 
Murió el 17 de diciembre de 1948 en Cracovia. Fue enterrada en el cementerio Rakowicki en la tumba de su padre en la Avenida del Mérito.